# Sant’Erasmo-sziget

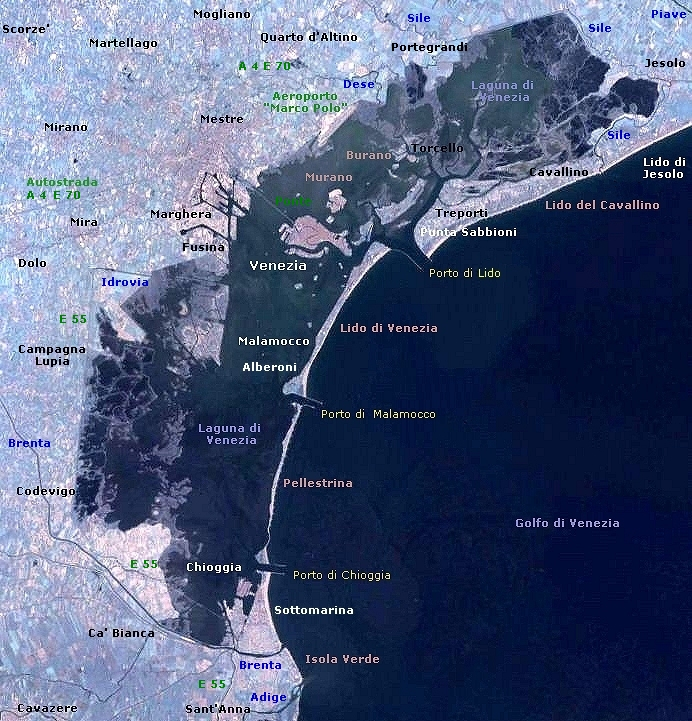
A Velencei-lagúna szigetei

Sant’Erasmo az egyik legkiterjedtebb kis sziget, ám szinte egyúttal a legismeretlenebb is a Velencei-lagúnában. Velence központjától északra terül el a Murano – Burano – Punta Sabbioni által határolt háromszög közepén, s annak közigazgatása alá tartozik.

## Története
Paoluccio Anafesto dózse idejében még Pineta Maggiore néven ismerték. Altinóbol menekült lakosai már 792-ben templomot alapítottak itt (Santi Martiri Erme ed Erasmo). A chioggiai háború idején (Velence és Genova háborúja) egy kis időre Genova foglalta el.
Ma kb. 800 főre tehető az itt élők száma, ők legfőképpen mezőgazdasággal foglalkoznak. A sziget veteményeskertekben bővelkedik.

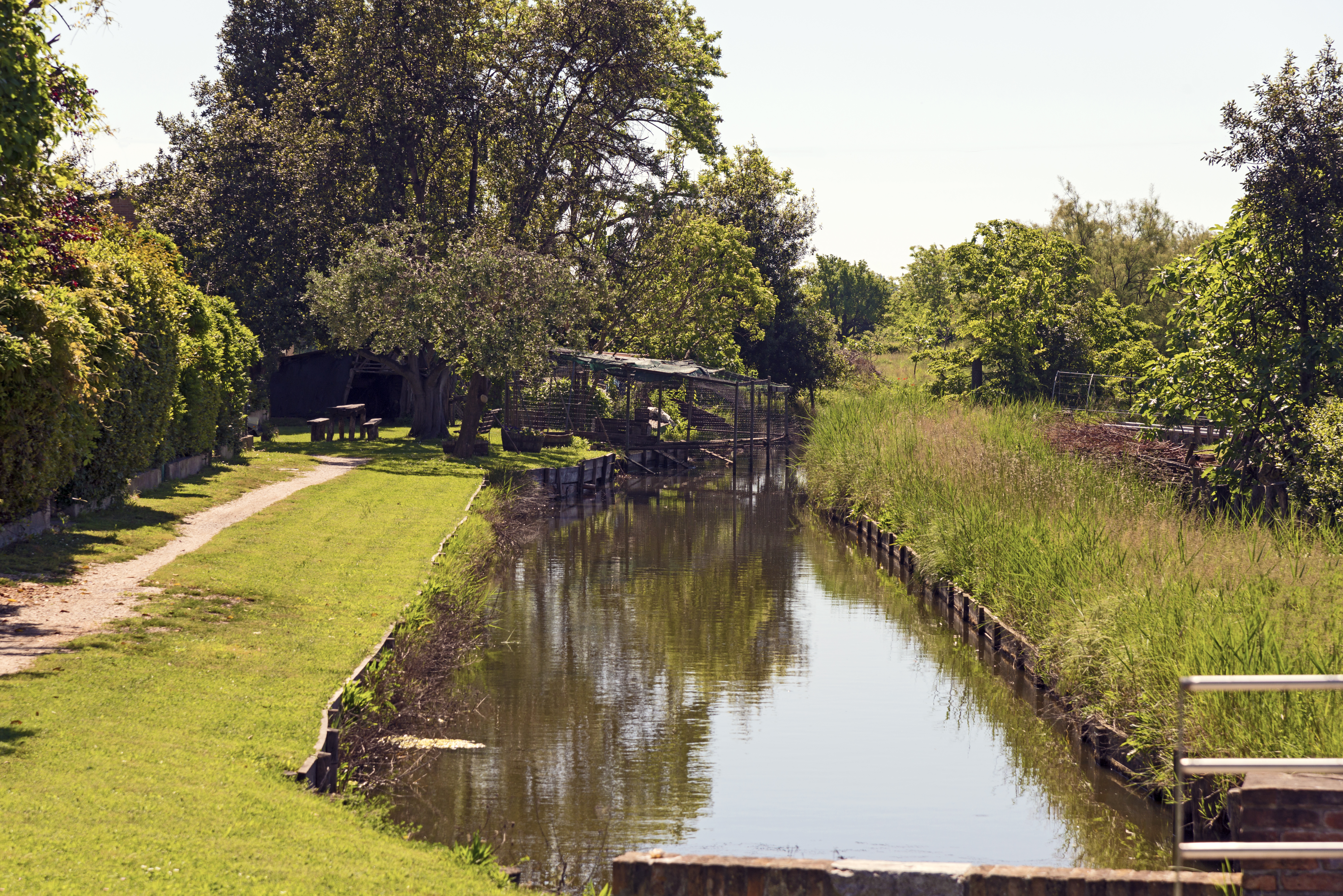
A sziget egyik keskeny csatornája
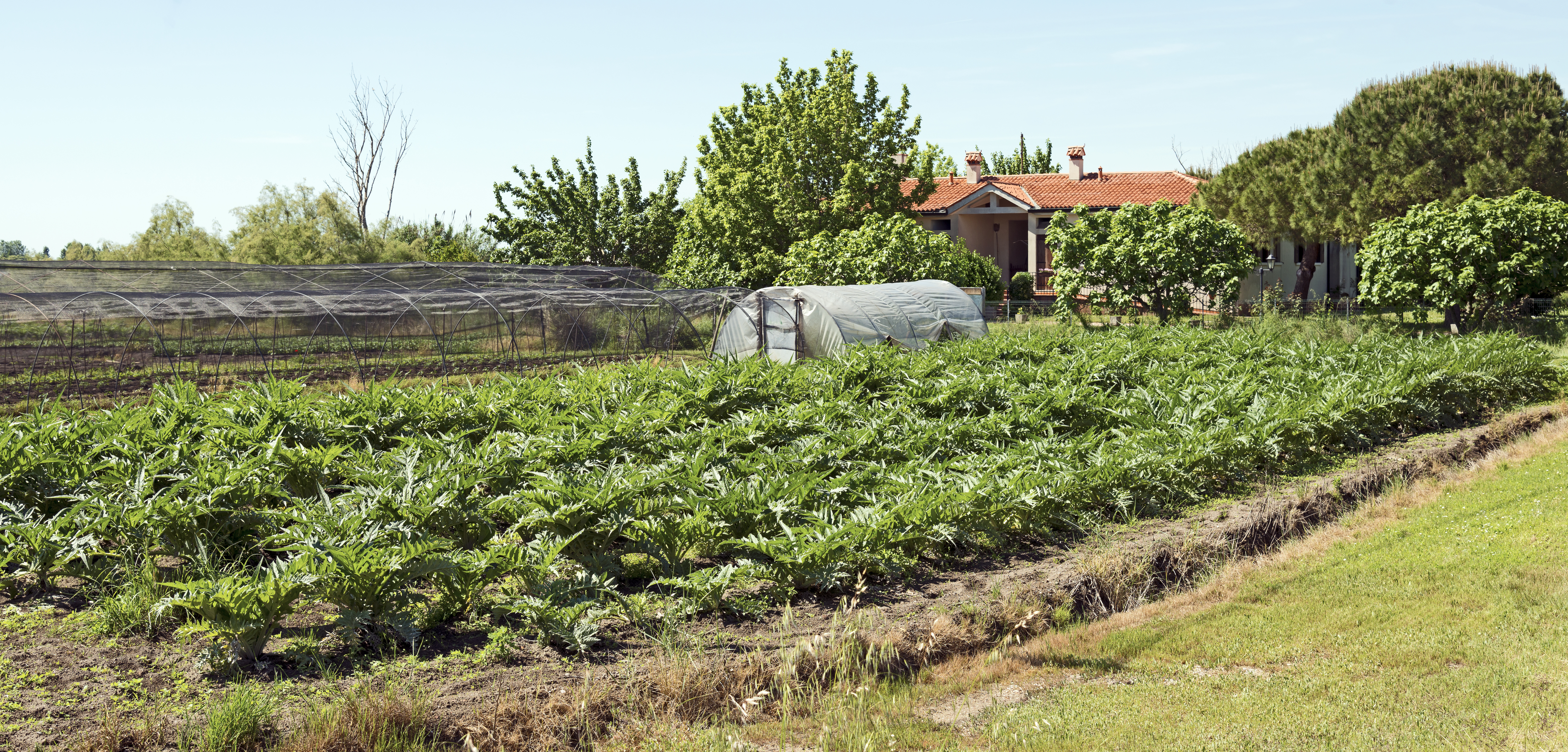
Articsóka ültetvények

## Fordítás
Ez a szócikk részben vagy egészben  a   Sant'Erasmo (Venezia) című olasz Wikipédia-szócikk fordításán alapul.  Az eredeti cikk szerkesztőit annak laptörténete sorolja fel. Ez a jelzés csupán a megfogalmazás eredetét és a szerzői jogokat jelzi, nem szolgál a cikkben szereplő információk forrásmegjelöléseként.

## Külső hivatkozások
- Információk a lagúnáról
- Google Maps térképe
- MILVa - Interaktív térkép a Velencei lagúnáról
- Comune di Venezia, Tematikus kartográfia Velence lagúnájáról
- Archív felvételek a Velencei lagúnáról